# Ганиева, Светлана Юрьевна
Светлана Юрьевна Гани́ева (2 ноября 1973 года) — российская легкоатлетка и дзюдоистка (спорт слепых). Входит в сборную России, мастер спорта России. Серебряный призёр чемпионата Европы по дзюдо 2011 года.
Занималась в ДЮСШ по лёгкой атлетике под руководством заслуженного тренера России, нынешнего старшего тренера паралимпийской сборной страны по лёгкой атлетике Петра Буйлова.
С 2008 года работает в МБОУ ДОД СДЮСШОР № 6 «Геркулес» (Уфа), тренер — Пегов В. А.
Первый факелоносец Эстафеты Паралимпийского огня в Уфе.
Ганиева сравнила своё состояние во время бега по улице Театральной с выступлением в международных соревнованиях. Ну а факел с символикой «Сочи-2014» Светлана оставила себе на память, потому что участвовать в таких грандиозных спортивных праздниках выпадает всего лишь один раз в жизни.